# Infiniti G
De Infiniti G is een model dat in 1990 op de markt werd gebracht door Infiniti, het luxemerk van Nissan. De eerste generatie verscheen in 1990, de tweede generatie in 1998 en de derde in 2002. Vanaf 2007 is de auto in de vierde generatie gegaan. In Japan wordt sinds 2002 dezelfde auto onder de naam Nissan Skyline verkocht.

## Eerste generatie (1990-1996)
De eerste generatie werd verkocht van 1990 tot 1996. Het was in feite een Nissan Primera die via badge-engineering in de Verenigde Staten werd verkocht. Er was maar een uitvoering: de G20. De 2,0l motor produceerde 140 pk.

## Tweede generatie (1998-2002)
De tweede generatie verscheen in 1998. Opnieuw was het een gerebadgede Nissan Primera in de Verenigde Staten. Opnieuw heette hij de G20, verwijzend naar de viercilinder. De productie ervan stopte in 2002.

## Derde generatie (2002-2007)
In 2002 verscheen de derde generatie Infiniti G. De wagen werd in Japan verkocht onder de naam Nissan Skyline V35. Het grootste verschil, in vergelijking met de vorige generaties, was de aandrijflijn. Het werd een sportieve luxe auto met voorin geplaatste motor en achterwielaandrijving. Ook werden er op dat moment krachtige motoren aangeboden: een 3,5-liter V6 van namelijk 260 pk en 280 pk. In 2003 verscheen er ook een coupémodel die met de BMW 3-serie Coupé moet concurreren.

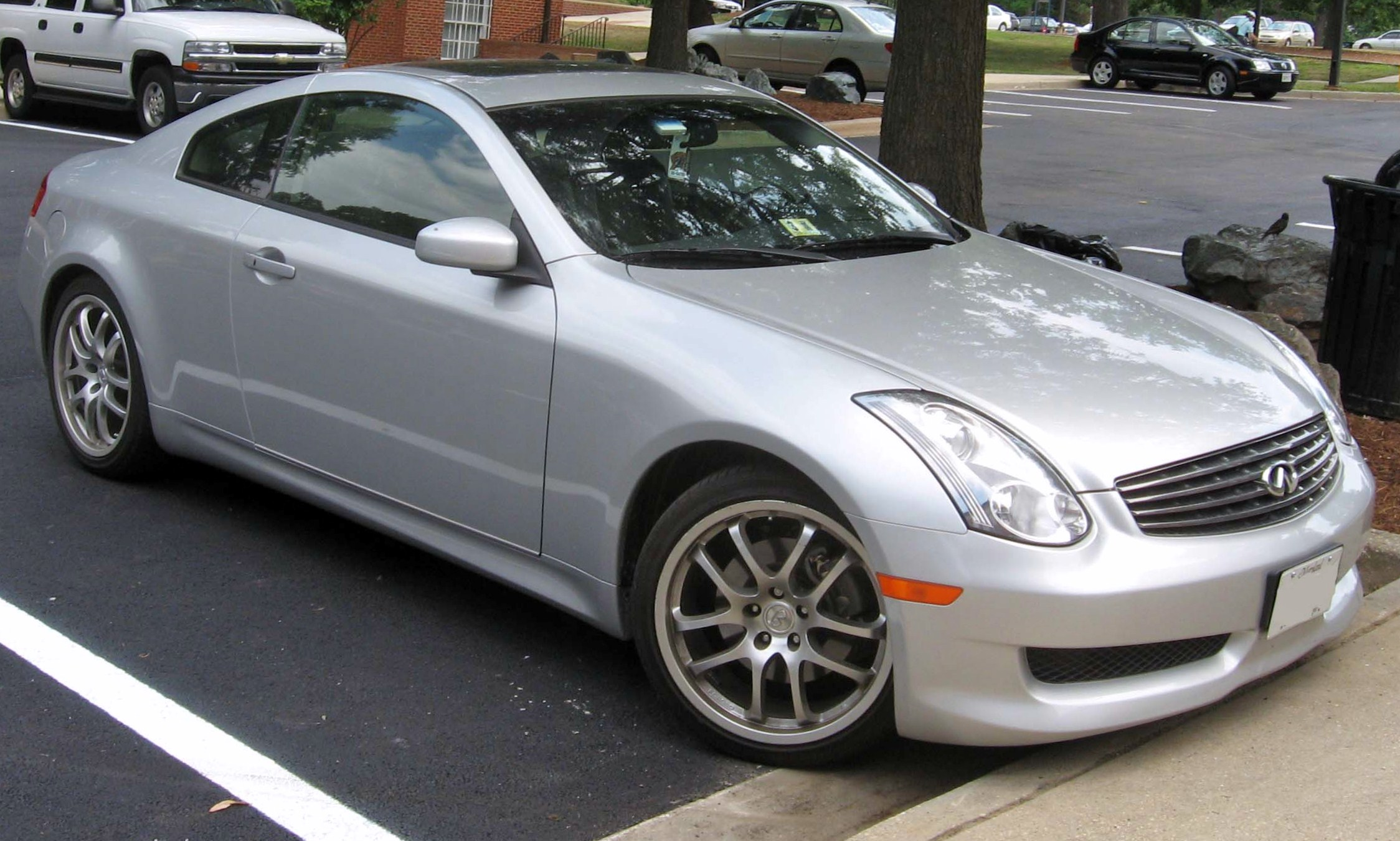
Infiniti G35 Coupe

| Type | Motor    | Vermogen | Carrosserie |
| ---- | -------- | -------- | ----------- |
| G35  | 3,5 l V6 | 260 pk   | Sedan       |
| G35  | 3,5 l V6 | 280 pk   | Sedan       |
| G35  | 3,5 l V6 | 260 pk   | Coupe       |
| G35  | 3,5 l V6 | 280 pk   | Coupe       |

## Vierde generatie (2007-heden)
In 2007 werd de vierde generatie onthuld. Er werd een 3,7-liter motor aan toegevoegd en kreeg de auto zo de naam G37. Later werd de 3,5-liter motor geschrapt. De auto wordt als sedan en coupe aangeboden.